# 凯蒂·鲍恩
凯特·伊丽莎白·鲍恩（英語：Kate Elizabeth Bowen；1994年4月15日—），新西兰女子职业足球运动员，司职防守中场，目前效力于国际米兰女子足球俱乐部和新西兰国家女子足球队。她曾代表新西兰参加2020年和2024年夏季奥林匹克运动会女子足球比赛等多场国际赛事。